# Concurs Internacional de Castells de Focs Artificials Ciutat de Tarragona
El Concurs Internacional de Castells de Focs Artificials Ciutat de Tarragona és una competició internacional de diferents pirotècnies d'exhibicions de focs artificials.
El Concurs de Tarragona té lloc cada primera setmana completa del mes de juliol durant unes nits, i ha arribat a ser un dels més importants de la Mediterrània. Les pirotècnies que hi acudeixen rivalitzen en focs aeris, terrestres i aquàtics. Diàriament uns ciqnuanta mil espectadors contemplen els focs a la badia que s'obre a la punta del Miracle.
El jurat vota diàriament els castells dels participants, igual que els mateixos espectadors. Aquests atorguen el Gran Premi del Públic, mentre que el jurat oficial concedeix el trofeu Venus de Tarragona al primer guanyador. L'empresa guanyadora dispara en les Festes de Santa Tecla de Tarragona (la crida, el pregó, l'entrada de la senyera, l'entrada del Braç de Santa Tecla, el Castell de focs i la traca final de les festes de Santa Tecla).

## Història
Va ser creat l'any 1990, en una ciutat amb una llarga tradició pirotècnica. Tarragona ja compta amb fabricació de "voladors de foc grec" per part dels droguers i els especiers en l'any 1383, i s'usaven per a les festes populars. Entre aquestes destaquen les Festes de Santa Tecla, celebrades des de 1321 i declarades d'interès estatal i autonòmic, i antigament les del Corpus.
El concurs actual té un antecedent documentat l'any 1891 a la mateixa ciutat de Tarragona, amb motiu de les Festes de Santa Tecla. Es tracta del primer concurs de focs artificials de què es té notícia no únicament a l'Estat espanyol sinó també a hores d'ara arreu del món. Aquest concurs tarragoní aporta les primeres bases escrites d'un certamen pirotècnic, que sortosament s'han conservat.
L'any 2012 no es va fer el concurs sinó una Mostra de Focs Artificials.

## Impacte econòmic
Diferents estudis realitzats amb anterioritat a 2007 estimaven que se'n derivaven 18.000 pernoctacions directament relacionades amb aquest esdeveniment, en l'àrea d'influència immediata de la Costa Daurada.

## Llista de guanyadors dels concursos
- 1990: Pirotècnia Antonio Caballer, Montcada, País Valencià
- 1991: Pirotècnia Antonio Caballer, Montcada, País Valencià
- 1992: Pirotècnia Úbeda, La Font d'en Carròs, País Valencià
- 1993: Pirotècnia Úbeda, La Font d'en Carròs, País Valencià
- 1994: Pirotècnia Ricardo Caballer, Godella, País Valencià
- 1995: Pirotècnia Francesco Pagano, Nàpols, Itàlia
- 1996: Pirotècnia Francesco Pagano, Nàpols, Itàlia

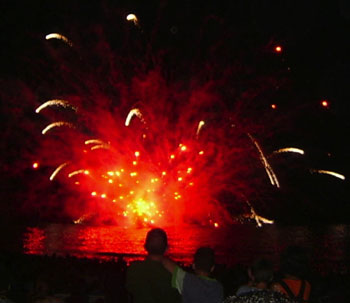
Pirotècnia Francesco Pagano Nàpols, Itàlia

- 1997: Fuochi Artificiali Martarello, Rovigo, Itàlia
- 1998: Lidu Fireworks, Nantxang, Xina
- 1999: Pirotècnia Francesco Pagano, Nàpols, Itàlia
- 2000: Pirotècnia Pirogestió, Vila-rodona, Catalunya
- 2001: La Rosa Lorenzo, Sicília, Itàlia
- 2002: Pirotècnia Ricardo Caballer, Godella, País Valencià
- 2003: Pirotècnia Francesco Pagano, Nàpols, Itàlia
- 2004: Fuegos Artificiales Arco Iris, Real de Montroi, País Valencià
- 2005: Pirotècnia Tamaya Kitahara Enkaten, Japó
- 2006: Gamma-P, Kassel, Alemanya
- 2007: Maria Angustias Perez, Guadix, Andalusia
- 2008: Ape Parente Romualdo Bergantino, Itàlia
- 2009: Pirotècnia Martí, Borriana, País Valencià

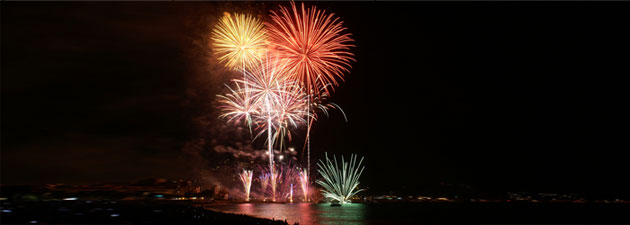
Pirotècnia Marí de Borriana de País Valencià

- 2010: Pirotècnia Vulcano, Villarejo de Salvanes, Madrid
- 2011: Pirotècnia Zaragozana, Saragossa, Aragó
- 2012: No es va celebrar el concurs, es va fer una mostra de focs.
- 2013: Pirotècnia Valenciana, Llanera de Ranes, València, País Valencià
- 2014: Pirotècnia Martí, Borriana, País Valencià
- 2015: Pirotècnia Hermanos Caballer, Burjassot, País Valencià
- 2016: Pirotècnia Valenciana, Llanera de Ranes, València, País Valencià[2]
- 2017: Pirotecnia Accitana María Angustias, Guadix, Granada[3]
- 2018: Pirotecnica Poleggi, Canepina, Itàlia[4]
- 2019: Pirotecnia del Mediterráneo, València, País Valencià[5]
- 2020: Suspès a causa de la pandèmia de COVID-19[6]
- 2021: Suspès a causa de la pandèmia de COVID-19[6]
- 2022: Pirotecnia del Mediterráneo, Vilamarxant, València[7]
- 2023: Pirotècnia Martí , Borriana, Castelló[8]
- 2024: pirotècnia italiana Poleggi, de Canepina